# Featherston
Featherston (en maori: Kaiwaewae) és una vila del Districte de South Wairarapa, a la Regió de Wellington, a l'illa del Nord, a Nova Zelanda.

## Geografia
Està situada a l'est dels contraforts dels monts Rimutaka, prop de la riba nord del llac Wairarapa, a 63 km al nord-est de Wellington i a 37 km al sud-oest de Masterton.

## Població i habitat
La població de Featherston l'any 2018 era de 2.480 habitants. La localitat es converteix cada cop més en una vila satèl·lit de Wellington, sobretot després de l'obertura del túnel ferroviari de Rimutaka, obert l'any 1955 sobre la línia Wairarapa.

## Vila del llibre
Featherston figura des de l'any 2015 en la llista de viles del llibre. La propera data de celebració del seu Festival és: "Featherston Booktown 2020 Festival Weekend
Friday 8th - Sunday 10th May 2020".

## Galeria d'imatges

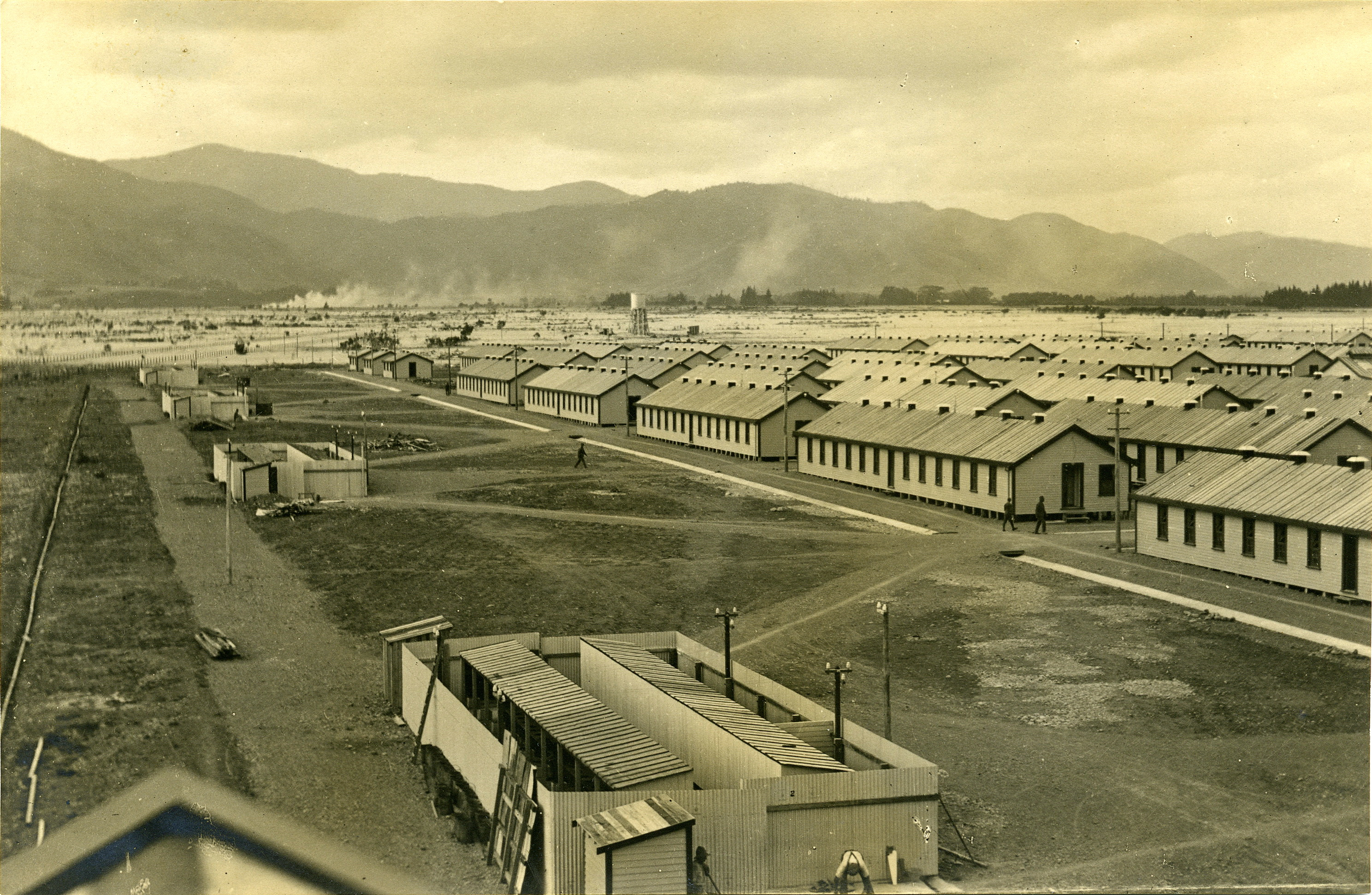
Featherston Camp l'any 1916.
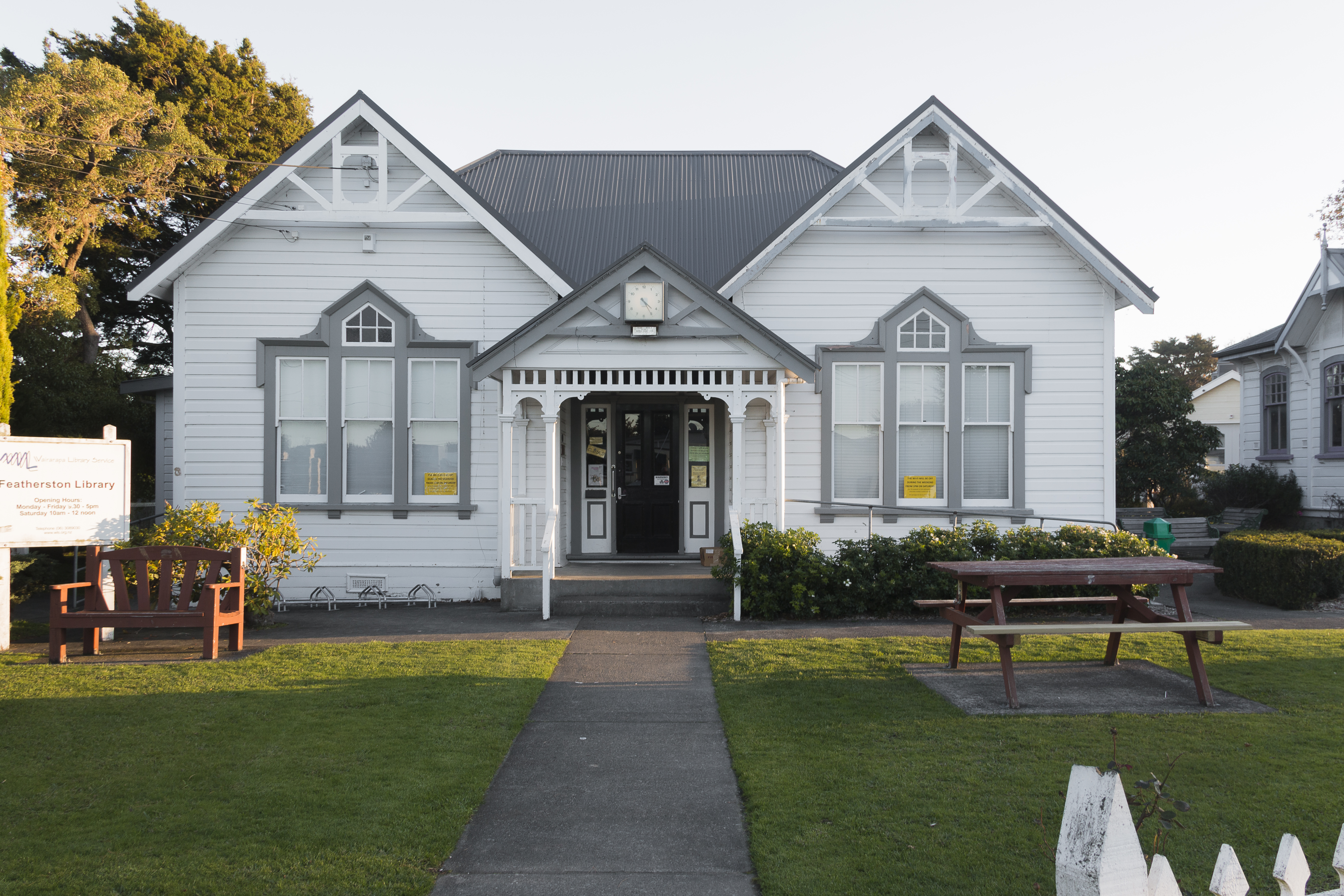
Llibreria de Featherston, registre de Patrimoni Nº 3976.
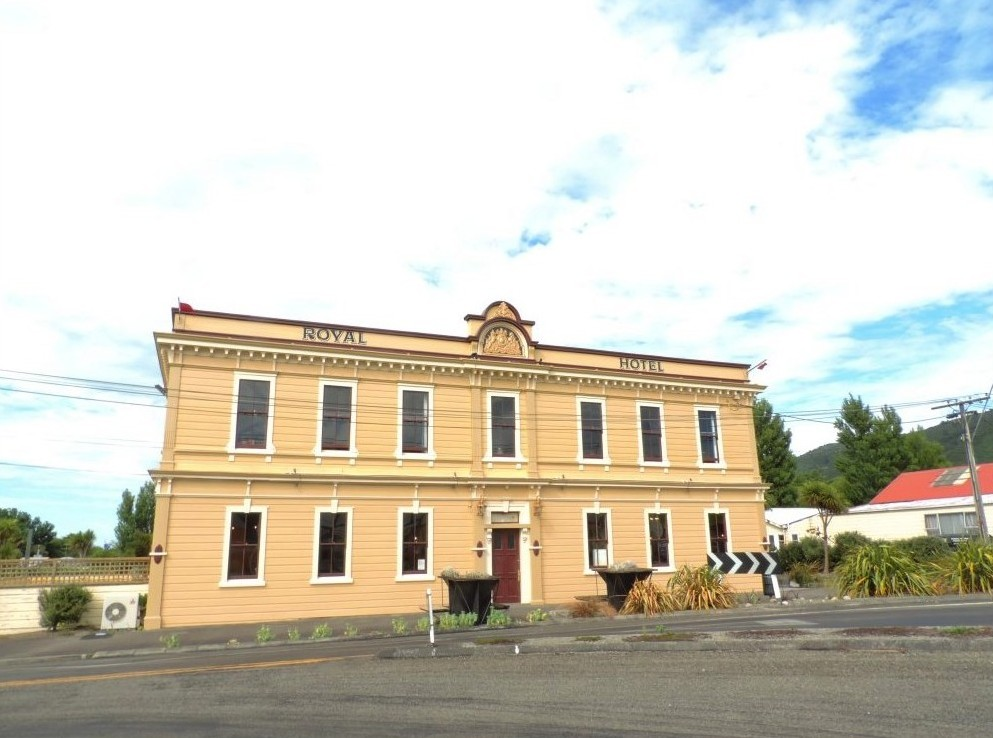
Hotel Royal.